# Diego Velázquez de Cuéllar
Diego Velázquez de Cuéllar (1465 — 1524) foi um conquistador espanhol e o primeiro governador de Cuba. Em 1511 ele liderou a conquista e colonização de Cuba. Como o primeiro governador da ilha, ele estabeleceu vários municípios que permanecem importantes até hoje e posicionou Cuba como um centro de comércio e um ponto de partida para expedições de conquista em outros lugares. De Cuba, ele fretou expedições importantes que levaram à descoberta e conquista do México pelos espanhóis.

## Juventude
Pouco se sabe sobre o início da vida de Velázquez. Ele nasceu em Cuéllar por volta de 1465, na região de Segóvia, na Espanha. Por algum tempo, ele foi membro do exército espanhol e serviu em Nápoles. Posteriormente, ele retornou à Espanha e morou em Sevilha. Em setembro de 1493, Velázquez foi um dos 1 500 homens que navegaram com Colombo em sua segunda viagem ao Novo Mundo. Velázquez nunca mais voltou à Espanha.
Velázquez se estabeleceu na ilha de Hispaniola e sobreviveu às primeiras adversidades que mataram muitos colonos ou os levaram de volta para casa. Com o tempo, ele demonstrou aptidão para lidar com as facções políticas da ilha. Ele era bem visto por Bartolomeu Colombo, o irmão mais novo de Cristóvão e administrador da ilha de 1493 a 1500. Quando Bartolomeu deixou a ilha por algum tempo, ele nomearia Velázquez governador interino de Hispaniola.
Não há registro de Velázquez durante o breve mandato de Francisco de Bobadilla como governador da ilha, mas quando Nicolás de Ovando foi nomeado para o cargo em 1501, Velázquez rapidamente se tornou um dos tenentes de confiança do governador. Em 1503, quando uma revolta taino eclodiu nas províncias ocidentais da ilha, Velázquez foi enviado a Jaraguá, onde reprimiu a rebelião.
Após a revolta, Ovando determinou que cinco novas cidades fossem construídas no território rebelde. Velázquez foi enviado ao extremo oeste da ilha para estabelecer Salvatierra de la Zabana e talvez outras cidades. Velázquez residia em Salvatierra de la Zabana e todos os cinco novos assentamentos foram colocados sob sua administração. Em 1511, Velázquez era um dos homens mais ricos de Hispaniola. Ele realizou encomiendas em Verapaz, Salvatierra de la Zabana e Santiago de Caballeros, onde foi sócio de um encomendero não identificado em empresas de mineração.

## Conquista de Cuba
Quando Diego Colombo se tornou governador em 1509, ele foi instruído pelo rei Fernando a explorar, conquistar e colonizar a ilha vizinha de Cuba na esperança de obter novas fontes de ouro e mão de obra nativa. Miguel de Pasamonte, o tesoureiro do rei no Caribe, teve grande influência para que Colombo escolhesse Velásquez para liderar a expedição. Velásquez deveria financiar o projeto pessoalmente e, embora Colombo lhe garantisse que a Coroa o reembolsaria mais tarde, nenhum dinheiro estava à vista. Ele montou uma pequena frota de quatro navios e trezentos homens entre os quais estavam vários parentes, encomenderos endividados e alguns que mais tarde se tornariam notáveis, incluindo Hernán Cortés e Pedro de Alvarado.
Velásquez partiu para Cuba em janeiro de 1511 e desembarcou em um pequeno porto na província nativa de Mayci. Os espanhóis foram combatidos por uma força taino liderada por Hatuey, ex-chefe da Hispaniola que fugiu para Cuba e ajudou os indígenas locais a organizar a resistência à incursão. Os Tainos foram derrotados pelo armamento espanhol e após dois meses de combates intermitentes, foram derrotados. Segundo Bartolome de las Casas, que só chegou à ilha mais tarde, Hatuey foi capturado e queimado na fogueira.
O primeiro assentamento espanhol, Baracoa, foi estabelecido no canto nordeste da ilha em agosto de 1511. Consistia em um forte cercado por cabanas de palha e serviu como base inicial de operações para a ocupação espanhola de Cuba. Mais tarde naquele ano, a Velásquez juntou-se a Panfilo de Narvaez, que trouxe trinta arqueiros espanhóis e auxiliares nativos da Jamaica. Velásquez ficou satisfeito com os reforços e nomeou Narvaez como o segundo em comando. Mais de um ano foi gasto consolidando o controle da atual província do Oriente.
No início de 1513, Velásquez casou-se com Maria de Cuéllar na nova cidade de Baracoa. Era filha do tesoureiro real, Cristóbal de Cuéllar, e ex-dama de companhia de Maria de Toledo, esposa de Diego Colombo. Maria morreu menos de uma semana após o casamento.
Depois de um início lento, a conquista de Cuba acelerou dramaticamente em 1513, quando Velásquez organizou três expedições para prosseguir para o oeste, explorar a ilha e estabelecer uma presença espanhola. Narvaez liderou uma força pelo interior do país enquanto Velásquez e um tenente seguiram ao longo das costas sul e norte, respectivamente. Perto da costa sul, Narvaez logo se reuniu com uma força de 2 500 tainos liderados por seu chefe, Caguax. Os espanhóis atacaram primeiro, antes que pudessem ser atacados pelos nativos que defendiam suas terras, derrotando Caguex e matando cerca de cem tainos. Esta foi a última resistência significativa enfrentada pelos espanhóis e, a partir de então, eles prosseguiram relativamente incontestados em sua colonização e busca de ouro.
Em outubro de 1513, Velásquez recebeu cartas do rei que expandiram seus poderes em Cuba. Velásquez foi autorizado a designar índios para encomiendas e estabelecer cidades adicionais conforme garantido por suas descobertas. Em particular, ele foi encorajado a criar assentamentos na costa sul que apoiariam o comércio com a crescente presença espanhola no Panamá. Em 1514, a ilha foi amplamente pacificada e depósitos de ouro significativos foram descobertos em vários locais da ilha, desencadeando uma breve corrida do ouro que durou até cerca de 1520. Em seu auge, as autoridades reclamaram que a busca por ouro cubano estava se esgotando mão de obra em Hispaniola.
Além de Baracoa, Velásquez usou sua autoridade para estabelecer mais seis cidades cubanas até 1515. A maioria dos novos assentamentos estava localizada na costa perto de depósitos de ouro e populações significativas de mão de obra indígena. Bayamo foi fundada em 1513, seguida em 1514 por Trinidad, Sancti Spiritus e Havana. Havana, destinada a se tornar a principal cidade de Cuba, foi originalmente fundada na costa sul. Puerto Principe foi fundado em 1515. Velásquez acrescentou Santiago de Cuba em julho de 1515 e fez dela sua residência e a nova capital da ilha.
Velázquez usou a atribuição de encomiendas para recompensar parentes e associados e, assim, garantir uma aristocracia da ilha que era leal a ele. Em 1522, encomiendas significativas eram mantidas por seus parentes Juan de Grijalva e Manuel de Rojas; seus associados próximos Panfilo de Narvaez, Bachiller de Alonso Parada e Vasco Porcallo de Figueroa; e quatorze outros. No total, esses encomenderos controlavam quase 3 000 trabalhadores indianos.
Os novos colonizadores não queriam estar sob a autoridade pessoal de Diego Colombo, então Velázquez convocou um cabildo geral (um conselho de governo local) que estava devidamente autorizado a lidar diretamente com a Espanha e, portanto, retirou Velázquez e os colonizadores da autoridade de Colombo, seu superior nominal. Era um precedente que voltaria a assombrá-lo com as aventuras mexicanas.

## Conquista do México
Em 1514, Velázquez escreveu ao rei sobre rumores de terras desconhecidas no norte e oeste de Cuba. Inicialmente, esses rumores foram meramente objeto de especulação ociosa e o rei instruiu Velázquez a permanecer focado no governo de Cuba e especialmente na produção de ouro. No entanto, com o aumento da demanda por mão-de-obra, expedições de escravos exploraram a região em busca de indígenas para trabalhar nas fazendas e minas de ouro cubanas. interesse na exploração e conquista intensificou-se em 1516 quando um navio negreiro voltou carregando 20 000 pesos de ouro apreendidos dos nativos que viviam em Guanajes, uma série de pequenas ilhas na costa da América Central.
Velázquez rapidamente contratou Francisco Hernández de Córdoba para liderar uma expedição que partiu em fevereiro de 1517, com instruções para explorar certas ilhas vizinhas. Eles logo chegaram à costa do que inicialmente acreditaram ser uma grande ilha, marcando assim a descoberta espanhola da Península de Yucatán. Os primeiros encontros com os maias que viviam ao longo da costa transformaram-se em conflito armado; 25 espanhóis foram mortos e muitos mais feridos, incluindo o próprio Córdoba. Em seu retorno a Cuba, Córdoba relatou a Velázquez que os maias exibiam uma sofisticação nunca antes vista na região, incluindo edifícios de pedra e argamassa, roupas de tecido e ornamentação de ouro e prata.
Velázquez organizou outra expedição, na esperança de negociar com os maias por seu ouro, "pois deve ter havido muito lá". Ele colocou seu sobrinho, Juan de Grijalva, no comando de quatro navios que partiram de Cuba em janeiro de 1518. Grijalva navegou ao longo do Iucatã e então rumou para o norte seguindo a costa mexicana, explorando e negociando com os nativos quando surgiu a oportunidade. Quando Grijalva voltou em outubro, ele obteve um lucro de 20 000 coroas; mas Velázquez estava zangado com o sobrinho e sentiu que o retorno não justificava o tempo e o esforço.
Mesmo antes de Grijalva retornar, Velázquez estava se preparando para outra expedição maior ao Yucatán. Ele enviou um representante à Espanha solicitando autoridade para negociar ou conquistar as novas terras e recebeu o título de adelantado do Yucatán e quaisquer outras terras que descobrisse. Velázquez não sabia ao certo quem deveria liderar este último esforço e, após alguma hesitação, escolheu Hernán Cortés. As relações entre eles tinham sido turbulentas. Cortes serviu como secretário particular do governador durante a conquista inicial, mas depois se envolveu em um complô para derrubá-lo. A tentativa de golpe quase custou a vida de Cortés, mas Velázquez o perdoou e concedeu a Cortés uma das primeiras encomiendas de Cuba.
Cortés aceitou prontamente a comissão e rapidamente começou a organizar uma frota e recrutar voluntários. O governador logo se arrependeu de sua escolha quando amigos e aliados o avisaram que seu ex-secretário não era confiável para permanecer leal. Em resposta, Velázquez nomeou Vasco Porcallo para substituir Cortés, mas quando mensagens foram enviadas ordenando-o a renunciar ao comando, Cortés se recusou e até conseguiu recrutar um dos mensageiros para sua causa. Não obstante as novas solicitações e demandas, Cortés recusou entregar seu comando. Em fevereiro de 1519, ele partiu de Havana para o México com dez navios e cerca de 500 guerreiros, declarando-se efetivamente livre da autoridade de Velázquez.
Em agosto de 1519, Velázquez recebeu a notícia de que Cortés havia enviado um navio para a Espanha carregando um tesouro asteca e um pedido para ser reconhecido como o líder legítimo do novo território. Velázquez enviou apressadamente um emissário à Espanha, contestando Cortes e reafirmando sua própria autoridade. A Coroa concordou em ouvir a disputa, mas adiou a decisão por dois anos, talvez esperando para ver como a disputa seria resolvida no campo.
Velázquez estava determinado a remover Cortés à força, se necessário. No início de 1520, ele organizou uma armada de cerca de 1 000 guerreiros e 18 navios equipados com artilharia leve e pesada. Panfilo de Narvaez foi escolhido para liderar a força com instruções para prender Cortes e assumir o governo do novo território em nome de Velázquez. Em vez disso, Narvaez foi facilmente derrotado e Cortés persuadiu a maior parte da força a mudar de lado e se juntar à invasão do império asteca. A aventura fracassada foi um desastre para Velázquez; ele perdeu uma fortuna substancial investida na frota e deixou Cuba seriamente despovoada e vulnerável a um levante indígena.

## Vida posterior
Velázquez passou os poucos anos restantes de sua vida defendendo seu governo em Cuba e continuando sua disputa com Cortes. Diego Colón talvez tenha percebido que Velázquez era politicamente vulnerável; ele enviou Alonso Zuazo a Cuba em janeiro de 1521, para substituir o governador e conduzir sua residencia. No entanto, o próprio Colon estava em dificuldades políticas e sob investigação pela Coroa. Finalmente, em julho de 1523, Colon foi chamado de volta à Espanha e Velázquez foi totalmente restaurado ao cargo.
Em 1522, Carlos I reconheceu formalmente Cortes como governador da Nova Espanha, encerrando assim as reivindicações de Velázquez ao território recém-conquistado. Em 1523, Cortés fez de Cristobal de Olid o líder de uma expedição para conquistar Honduras. Enquanto reabastecia em Havana, Olid conspirou com Velázquez e eles concordaram que Olid renunciaria a Cortez e capturaria Honduras em nome de Velázquez. Quando Cortés soube desse complô, escreveu uma carta de protesto ao rei e depois despachou seus agentes para Honduras, onde acabaram matando Olid.
A saúde de Velázquez começou a piorar no verão de 1523 e um ano depois ele morreu em 11 ou 12 de junho de 1524. A seu pedido, foi sepultado sob os degraus do altar da nova catedral de Santiago. Seu associado próximo, Gonzalo de Guzman, era o principal herdeiro de sua propriedade e mais tarde serviria por dois mandatos como governador. Mesmo antes de morrer, planos estavam em andamento para substituir Velázquez. Em maio de 1524, Carlos II nomeou Juan Altamirano para dirigir uma residencia e se tornar o novo governador de Cuba.
Na época de sua morte, aos 59 anos, Velázquez era "o espanhol mais rico das Américas", apesar das perdas financeiras na expedição de Francisco Hernández de Córdoba e de Hernán Cortés. Ele completou a conquista e colonização bem-sucedidas de Cuba, fundou cidades que permanecem importantes até hoje, tornou Cuba economicamente próspera e posicionou-a como um centro de comércio e um ponto de partida para expedições de conquista em outros lugares.